# Guxo
Guxo! è un partito politico kosovaro di centro fondato a gennaio del 2021 dall'attuale Presidente della Repubblica del Kosovo Vjosa Osmani.

## Storia
Il partito ha presentato candidati all'elenco comune di Vetëvendosje alle elezioni parlamentari kosovare del 2021 e ha ottenuto sette deputati, tra cui Vjosa Osmani. Due dei suoi membri sono entrati a far parte del secondo gabinetto Kurti a seguito delle elezioni, ciò ha fatto scendere a cinque il numero dei deputati del partito. Dopo che Osmani è stata eletta Presidente della Repubblica del Kosovo, il partito è rimasto senza presidente, dato che secondo la Costituzione della Repubblica del Kosovo, il presidente non ha il diritto di esercitare altre cariche pubbliche o ricoprirne in un partito politico. È stata successivamente scelta Donika Gërvalla-Schwarz come Presidente del partito.

## Risultati elettorali
| Elezioni          | Voti    | Seggi    |
| ----------------- | ------- | -------- |
| Parlamentari 2021 | 378.550 | 56 / 120 |